# Sidônio Palmeira
Sidônio Palmeira, né le 1er mars 1958 à Vitória da Conquista, est un communicant brésilien, proche du Parti des travailleurs. 
Proche de Lídice da Mata et du PCdoB dans les années 1980 et 1990, il devient le conseiller en communication du Parti des travailleurs dans l'État de Bahia dans les années 2000. Il mène la campagne de communication victorieuse des deux gouverneurs Jaques Wagner et Rui Costa (PT) entre 2006 et 2018.
Il est le principal communicant de la campagne présidentielle de Fernando Haddad en 2018 et de Lula en 2022. Conseiller informel du président Lula entre 2023 et 2025, auteur du slogan gouvernemental « Union et reconstruction », il est nommé Secrétaire spécial à la Commmunication sociale en janvier 2025.

## Biographie

### Une famille politique et études
Sidônio Palmeira est né le 1er mars 1958 à Vitória da Conquista. Il est le fils de Jorge Palmeira et membre d'une grande famille politique de Bahia ou encore éloignée à Alagoas. Son père est le neveu du prêtre José Luiz Soares Palmeira (pt), député de l'État.
À l'âge de douze ans, il déménage à Salvador. Il est diplômé en tant qu'ingénieur de l'Université fédérale de Bahia.

## Parcours politique

### Engagement étudiant avec Lídice da Mata
Lors de ses études à l'Université fédérale de Bahia, il rencontre Lídice da Mata (pt) et devient vice-président de l'Annuaire Central des Étudiants de l'Université Fédérale de Bahia entre 1981 et 1982, une organisation étudiante proche du Parti communiste du Brésil,.

### Communicant de Lídice da Mata en 1992
Dix ans plus tard, il participe à la campagne de Lídice da Mata (pt) en tant que communicant en 1992. La conseillère de Salvador de l'époque est candidate avec le PSDB à la mairie de la municipalité lors des élections municipales de 1992 au Salvador (pt). Lula et le Parti des travailleurs la soutient.

### Communicant du PT à Bahia et des campagnes présidentielles de 2018 et 2022
À partir de 2006, Sidônio Palmeira devient proche du Parti des travailleurs. Il est nommé en tant que responsable de la communication de Jaques Wagner en 2006 lors de sa candidature en tant que gouverneur de l'État de Bahia. 
La victoire de Wagner est une grande prouesse à l'époque, puisque le PT parvient à renverser le clan du carlisme (pt), un groupe d'élus influents dirigé par Antônio Carlos Magalhães.
Il coordonne et participe également à l'ensemble des campagnes victorieuses du Parti des travailleurs de Bahia avec à nouveau Wagner en 2010 puis Rui Costa en 2014 et 2018

### Conseiller de Lula et Secrétaire à la Communication sociale
À partir de l'entrée en fonction de Lula en janvier 2023, Sidônio Palmeira devient un conseiller en communication informel du président, notamment sur les campagnes de réformes du gouvernement et l'image personnelle de Lula. Il voyage notamment entre Salvador et Brasilia toutes les deux semaines, afin de conseiller le président et les ministres sur la stratégie du gouvernement.
Lors de l'entrée en fonction du gouvernement le 1er janvier 2023, il est par exemple l'auteur du slogan « Union et reconstruction ». En  2024, il conseille la ministre de la Santé Nísia Trindade pendant la crise de dengue, ou encore le ministre Fernando Haddad sur des mesures économiques en décembre 2024.
À partir de novembre 2024, une forme de transition s'effectue au ministère, pour remplaçer Paulo Pimenta, avec une présence encore plus accrue de Sidônio Palmeira auprès de Lula. Il a travaillé sur la campagne du gouvernement : « Chaque jour, nous améliorons le Brésil », participé à la réunion ministérielle de fin d'année, organisée en novembre, et accompagné l'enregistrement de l'allocution télévisé du président le 23 décembre, pour les fêtes de fin d'année.
La nomination de Sidônio Palmeira est annoncée en janvier 2025, il devient ministre le 14 janvier. Celle-ci est analysée comme un moyen pour Lula de se lancer dans une communication plus ambitieuse sur l'action du gouvernement à l'approche des élections de 2026,.